# Sanna församling
Sanna församling var till april 1555 var annexförsamling i Visingsö pastorat, därefter annexförsamling i pastoratet Jönköping och Ljungarum. I november 1556 uppgick socknen och församlingen i Ljungarums socken och församling, och en mindre del uppgick i Hakarps socken och församling.

### Fotnoter
1. ↑  ”Förteckning (Sveriges församlingar genom tiderna)”. Skatteverket. 1989. http://www.skatteverket.se/privat/folkbokforing/omfolkbokforing/folkbokforingigaridag/sverigesforsamlingargenomtiderna/forteckning.4.18e1b10334ebe8bc80003999.html. Läst 17 december 2013.